# Heliconia rostrata
Espèce
Classification phylogénétique
Heliconia rostrata est une espèce de plantes à fleur de la famille des Heliconiaceae, originaire d'Amérique centrale (Bélize, Guatemala, Honduras, Panamá) et du nord-ouest de l'Amérique du Sud (Brésil, Bolivie, Colombie, Équateur, Pérou). Elle s'est implantée dans d'autres régions tropicales comme à l'île de la Réunion, dans l'océan Indien.
C'est une plante herbacée qui peut atteindre 5 m de haut et qui a la particularité d'avoir des inflorescences retombantes et des feuilles longues de 60 cm à 1,2 m rappelant celles des bananiers.
Elle est l'une des fleurs emblèmes de la Bolivie sous le nom de patujú (avec la cantuta, Cantua buxifolia).

## Culture

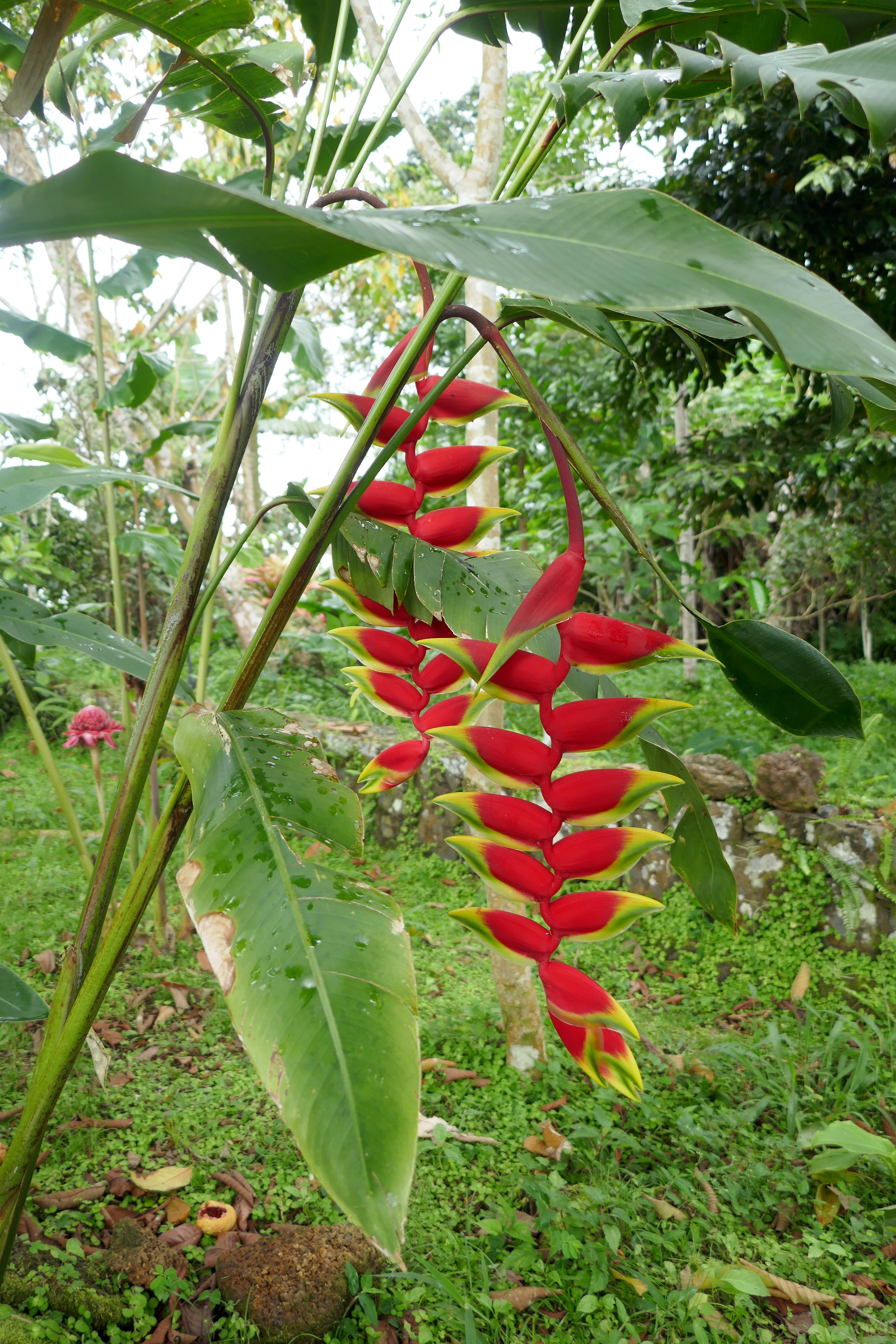
Heliconia rostrata à São Tomé.

L'heliconia rostrata a besoin de chaleur et d’humidité atmosphérique et il est préférable de la conserver à une température supérieure à 18 °C. Elle nécessite un sol riche et humifère, par exemple un terreau de bonne qualité. À chaque fois que la terre est sèche en surface, pour qu’elle développe une croissance foisonnante, l'heliconia demande des arrosages réguliers à l’eau douce.

## Synonymes
Selon World Checklist of Selected Plant Families (WCSP) (24 mars 2012) :
- Bihai rostrata  Griggs (1904)
- Heliconia poeppigiana Eichler ex Petersen (1890)
- Bihai poeppigiana (Eichler ex Petersen) Kuntze. (1891)